# Testigo de cargo
Testigo de cargo est une bande dessinée espagnole illustrée par Francisco Ibáñez, appartenant à la franchise Mortadel et Filémon, éditée en 1984.

## Synopsis
Un attentat a eu lieu à l'Aullido Vespertino et le seul témoin est un groom appelé Sacarino (VF : Dringdring). Le commissaire pense que le terroriste va tenter de liquider Sacarino avant le procès et confie sa protection à Mortadel et Filémon. Filémon manque de perdre un œil. Le responsable de l'attentat lui enfonce son doigt dans l'œil avec une grande force. Le médecin « sépare » le doigt de l'œil à l'aide d'un chalumeau. Cependant, il semble que Mortadel et Filémon aient besoin de plus de protection que lui.

## Édition
La bande dessinée est publiée en série dans la deuxième phase du magazine Mortadelo, dans les nos 183 à 185 et 192 à 194, puisque les nos 186 à 191 ont publié l'aventure Los Ángeles 84.

## Adaptation
La bande dessinée est adaptée dans son intégralité en un épisode de la série télévisée consacré aux personnages sous le titre Témoins de l'accusation.